# Tanaecia nicevillei
Tanaecia nicevillei är en fjärilsart som beskrevs av William Lucas Distant 1884. Tanaecia nicevillei ingår i släktet Tanaecia och familjen praktfjärilar. Inga underarter finns listade i Catalogue of Life.